# Péter Niedermüller
Péter Niedermüller (* 3. září 1952, Budapest) je maďarský etnograf, kulturní antropolog a politik židovského původu, místopředseda levicové strany Demokratická koalice a poslanec Evropského parlamentu v letech 2014 až 2019.

## Biografie
Narodil se v roce 1952 v Budapešti v tehdejší Maďarské lidové republice. Jeho vědecké práce se zabývají proměnami moderní společnosti. Publikoval v literárním týdeníku Élet és Irodalom a Galamus. Přednášel na Humboldt Universitąt v Berlíně, Univerzitě v Pětikostelí a na budapešťské Univerzitě Loránda Eötvöse.
Mluví anglicky, maďarsky a německy.

### Politická kariéra
Od roku 2011 je členem a místopředsedou Demokratické koalice (DK). Ve volbách do Evropského parlamentu 2014 kandidoval za DK na 3. místě. Ačkoliv strana ve volbách získala pouze dva mandáty, předseda strany Ferenc Gyurcsány, který kandidoval na 1. místě, ihned po svém zvolení odstoupil ve prostě Pétera Niedermüllera. Stal se členem Skupiny progresivní aliance socialistů a demokratů v Evropském parlamentu.
V parlamentních volbách 2018 kandiduje za DK jednak na 4. místě na celostátní kandidátní listině, jednak v jednomandátovém volebním obvodu č. 4 v Budapešti.